# Charlie Huhn
Charlie Huhn (Grand Rapids, 1956) è un cantante e chitarrista statunitense.
Celebre per aver suonato con Ted Nugent, Gary Moore, Axel Rudi Pell, Victory e Humble Pie, dal 2000 è componente dei Foghat.

## Discografia

### Con Ted Nugent
- 1978 - Weekend Warriors
- 1979 - State of Shock
- 1980 - Scream Dream

### Con Gary Moore
- 1984 - Dirty Fingers

### Con i Victory
- 1985 - Victory
- 1986 - Don't Get Mad... Get Even
- 1987 - Hungry Hearts
- 2003 - Instict

### Con Axel Rudi Pell
- 1989 - Wild Obsession

### Con i Foghat
- 2003 - Family Joules
- 2010 - Last Train Home